# サムエル・マルケス
サムエル・マルケス（Samuel Marques、1988年12月8日 - ）は、プロD2・ASベジエ・エローに所属するラグビーユニオン選手。

## プロフィール
- フランス・コンドン出身[1]。
- ポジションはスクラムハーフ(SH)。
- 身長 191cm、体重 110kg
- ポルトガル代表キャップは26（2024年12月現在）でラグビーワールドカップ2023のポルトガル代表に選ばれた[2]。

## 略歴
ポー、SCアルビ、ポー、トゥールーズ、CAブリーヴ、ポー、USカルカソンヌを経て、2023年、ベジエに加入。